# Бильо, Луиджи Мария
Луиджи Мария Бильо (итал. Luigi Maria Bilio; 25 марта 1826, Алессандрия, королевство Сардиния — 30 января 1884, Рим, королевство Италия) — итальянский куриальный кардинал, варнавит. Префект Священной Конгрегации индульгенций и священных реликвий с 1 июля по 20 декабря 1876. Префект Священной Конгрегации обрядов с 20 декабря 1876 по 18 октября 1877. Великий пенитенциарий с 18 октября 1877 по 30 января 1884. Секретарь  Верховной Священной Конгрегации Римской и Вселенской Инквизиции с 25 января 1883 по 30 января 1884. Кардинал-священник с 22 июня 1866, с титулом церкви Сан-Лоренцо-ин-Панисперна с 25 июня 1866 по 22 декабря 1873. Кардинал-епископ Сабины с 22 декабря 1873.

## Источник
- Информация  (англ.)